# Letovčan Tomaševečki
 Letovčan Tomaševečki  falu Horvátországban Krapina-Zagorje megyében. Közigazgatásilag Klanjechez tartozik.

## Fekvése
Zágrábtól 30 km-re északnyugatra, községközpontjától  4 km-re délkeletre a Horvát Zagorje területén, a megye délnyugati részén fekszik.

## Története
A falunak 1857-ben 73, 1910-ben 120 lakosa volt. Trianonig Varasd vármegye Klanjeci járásához tartozott.  2001-ben 86 lakosa volt.

## Külső hivatkozások
- Klanjec város hivatalos oldala
- Klanjec város információs portálja
- Klanjec község ismertetője Archiválva 2021. január 23-i dátummal a Wayback Machine-ben